# Elaver languida
Elaver languida là một loài nhện trong họ Clubionidae.
Loài này thuộc chi Elaver. Elaver languida được Willis J. Gertsch miêu tả năm 1941.